# Кульбашной, Сидор Захарович
Сидор Захарович Кульбашной (1911—1947) — старший сержант Рабоче-крестьянской Красной Армии, участник Великой Отечественной войны, Герой Советского Союза (1945).

## Биография
Сидор Кульбашной родился 15 мая 1911 года в Черкассах. В июне 1941 года он был призван на службу в Рабоче-крестьянскую Красную Армию и направлен на фронт Великой Отечественной войны. К июню 1944 года старший сержант Сидор Кульбашной командовал пулемётным расчётом 856-го стрелкового полка 283-й стрелковой дивизии 3-й армии 2-го Белорусского фронта. Отличился во время освобождения Гомельской области Белорусской ССР и Польши.
24 июня 1944 года в бою у деревни Хомичи-Запольские Рогачёвского района Кульбашной, скрытно подобравшись к атакующим вражеским войскам, лично уничтожил два пулемётных расчёта, расчёт противотанкового орудия, около 15 солдат и офицеров противника. 12 июля 1944 года во время боёв за деревню Мостище Новогрудского района Кульбашной, перейдя со своим расчётом по болоту, уничтожил более 10 вражеских солдат, заставив противника отступить, бросив 4 пулемёта, мотоцикл и вездеход. 4 августа Кульбашной участвовал в форсировании Нарева, скрытно преодолев болото и прикрыв переправу основных сил. Когда противник предпринял контратаку, Кульбашной отсёк пехоту от танков, что способствовало успешному отражению контратаки. В том бою он получил тяжёлое ранение, но продолжал сражаться, уничтожив около 20 вражеских солдат.
Указом Президиума Верховного Совета СССР от 24 марта 1945 года за «мужество, отвагу и героизм, проявленные в борьбе с немецкими захватчиками» старший сержант Сидор Кульбашной был удостоен звания Героя Советского Союза с вручением ордена Ленина и медали «Золотая Звезда».
После окончания войны Кульбашной был демобилизован. Проживал в Киеве. Скоропостижно скончался в 1947 году.
Был также награждён орденом Красной Звезды и рядом медалей.